# Asiatischer Ochsenfrosch
Der Asiatische Ochsenfrosch (Hoplobatrachus tigerinus, veraltetes Syn.: Rana tigerina) gehört zur Familie der Dicroglossidae („Froschlurche mit gespaltener Zunge“) und hat seinen natürlichen Verbreitungsraum in Süd- und Südostasien. 

## Merkmale
Der Asiatische Ochsenfrosch ist ein großwüchsiger Froschlurch, der bis zu 170 mm lang wird. Der Kopf ist normalerweise länger als breit, wobei ältere Tiere breitere Köpfe haben. Die Färbung ist grün oder braun mit dunklen Flecken. Entlang der Wirbelsäule haben manche Exemplare einen gelben Streifen. Während der Paarungszeit färben sich die Männchen gelb. Außerdem entwickeln sie Brunstschwielen am ersten Finger und weisen paarige, seitliche, blaue Schallblasen auf. Sie sind kleiner als die Weibchen und haben ein größeres Trommelfell als diese. Somit besteht zwischen Männchen und Weibchen ein Dimorphismus. Die physiologischen Merkmale können zwischen einzelnen Populationen jedoch variieren. Zwischen den Fingern haben die Frösche keine Schwimmhäute, wohl aber zwischen den Zehen. 
Die Kaulquappen sind gesprenkelt, die Schwanzspitze ist dunkel.

## Verbreitung
Der Asiatische Ochsenfrosch ist in Afghanistan, Bangladesch, Indien, Myanmar, Nepal und Pakistan  beheimatet. Er wurde auf den Malediven, Madagaskar und den indischen Andamaneninseln vom Menschen eingeführt, wo er heute eine weit verbreitete invasive Art ist. Die IUCN stuft die Art aufgrund ihres weiten Verbreitungsgebiets als nicht gefährdet ein.

## Habitat und Lebensweise
Hoplobatrachus tigerinus kommt typischerweise in Süßwasserumgebungen vor, insbesondere in Feuchtgebieten wie Reisfeldern. In anderen Ökosystemen wie Wäldern und Küstengebieten kommt er im Allgemeinen nicht vor. Der Asiatische Ochsenfrosch lebt zum Großteil einzelgängerisch und nachtaktiv. Zu seiner Nahrung zählen Wirbellose, aber auch kleine Vögel und Säugetiere. Die Paarungszeit fällt in die Monsunzeit.

## Nutzung
In Madagaskar wurden die Tiere als Nahrungsmittel eingeführt und werden immer noch genutzt, gelten dort jedoch inzwischen auch als Schädling.